# مقاطعة أورانج (تكساس)
مقاطعة أورانج (بالإنجليزية: Orange  County)‏ هي إحدى المقاطعات في ولاية تكساس، الولايات المتحدة الأمريكية، يبلغ عدد سكانها 81,837 نسمة طبقا لإحصاء عام 2010 .

موقع المقاطعة في ولاية تكساس